# Siamusotima aranea
Siamusotima aranea is een vlinder uit de familie van de grasmotten (Crambidae). De wetenschappelijke naam van de soort is voor het eerst gepubliceerd in 2005 door Maria Alma Solis, Shen-Horn Yen, John A. Goolsby, Tony Wright, Robert Pemberton, Amporn Winotai, Usanee Chattrukul, Amara Thagong en Suriont Rimbut.

De voorvleugellengte bedraagt ongeveer 6 millimeter.

## Verspreiding
De soort komt voor in Thailand.

## Waardplanten
De rups leeft op Lygodium flexuosum (Schizaeaceae).